# Panaxia ochricolor
Panaxia ochricolor är en fjärilsart som beskrevs av Alphéraky 1897. Panaxia ochricolor ingår i släktet Panaxia och familjen björnspinnare. Inga underarter finns listade i Catalogue of Life.